# Хонда, Хитоси
Хитоси Хонда (яп. 本田均, род. 1946, Ниигата) — японский дипломат, посол Японии в Финляндии и по совместительству в Эстонии (2006—2009), ранее — посол Японии на Украине (1999—2002).

## Биография
В 1968 году окончил факультет международных отношений Токийского университета.
С 1968 по 1985 год работал начальником инспекторского отдела Секретариата министра МИДа Японии, а впоследствии начальником 2-го отдела Управления консульской и миграционной службы МИД Японии.
С 1988 по 1990 год был в должности советника посольства Японии в Париже.
С 1990 по 1994 год трудился в качестве посланника посольства Японии в Будапеште.
С 1994 по 1996 год работал заместителем генерального директора Института зарубежной службы МИД Японии.
С 1996 по 1999 год назначен генеральным консулом Японии в Хьюстоне.
С 1999 по 2000 год работал в качестве сотрудника Секретариата министра иностранных дел Японии.
С 21 июля 1999 по 1 сентября 2002 года был чрезвычайным и полномочным послом Японии на Украине.
С 2006 по 2009 год был в должности чрезвычайного и полномочного посла Японии в Финляндии (и по совместительству — в Эстонии).